# Anoplosoma sordidum
Anoplosoma sordidum är en kräftdjursart som beskrevs av Georg Ossian Sars 1911. Anoplosoma sordidum ingår i släktet Anoplosoma och familjen Ameiridae. Arten har ej påträffats i Sverige. Inga underarter finns listade i Catalogue of Life.